# Liodrosophila lutea
Liodrosophila lutea är en tvåvingeart som beskrevs av Bock 1982. Liodrosophila lutea ingår i släktet Liodrosophila och familjen daggflugor. Inga underarter finns listade i Catalogue of Life.